# Biserica reformată din Ciumești
Biserica reformată din Ciumești este un lăcaș de cult de confesiune reformat-calvină situat în satul Ciumești, județul Satu Mare, România. Această biserică este unul dintre cele mai reprezentative edificii de patrimoniu din regiune, ilustrând evoluția arhitecturii religioase transilvănene și istoria comunității locale de-a lungul secolelor. Este monument istoric, având cod LMI SM-II-m-B-05302 și Cod RAN 138690.06.

## Istoric
Biserica a fost construită inițial în perioada medievală, cel mai probabil în secolul al XIV-lea, având inițial rolul de biserică catolică, într-un stil arhitectonic gotic specific epocii. După Reforma Protestantă, care a influențat profund regiunea Transilvaniei în secolul al XVI-lea, biserica a fost preluată de comunitatea reformată, moment în care s-au făcut modificări pentru a reflecta noile practici liturgice.
De-a lungul timpului, biserica a suferit multiple renovări și restaurări, fiind afectată de schimbările politice și sociale ale regiunii. În secolul al XVIII-lea, clădirea a fost consolidată, iar elementele baroce au fost adăugate, oferind un contrast interesant față de structura gotică originală.

## Arhitectură
Biserica se remarcă printr-un design simplu, dar impunător, caracteristic bisericilor reformate, care pune accent pe funcționalitate și spiritualitate, fără ornamente excesive. Turnul bisericii, construit ulterior, servește drept punct de reper în sat, fiind vizibil de la distanță. Interiorul este auster, cu bănci din lemn masiv și un amvon decorat, accentuând principiile Reformei Protestante privind simplitatea și modestia în închinare.

## Importanță culturală
Biserica reformată din Ciumești este nu doar un simbol al identității religioase a comunității locale, ci și un martor al istoriei tumultuoase a regiunii. În plus, reprezintă un punct de atracție pentru turiștii interesați de istoria și arhitectura Transilvaniei. În cadrul bisericii se desfășoară periodic slujbe religioase, evenimente comunitare și activități culturale.

## Stare de conservare
În prezent, biserica se află într-o stare relativ bună, fiind inclusă pe lista monumentelor istorice din județul Satu Mare. Autoritățile locale și comunitatea reformată depun eforturi constante pentru întreținerea și restaurarea clădirii, asigurând astfel păstrarea valorii sale istorice și spirituale.

## Concluzie
Biserica reformată din Ciumești reprezintă o mărturie vie a diversității religioase și culturale din Transilvania, fiind un loc de importanță istorică și spirituală pentru localnici și vizitatori deopotrivă.